# 埃爾弗山
47°18′08″N 10°10′40″E / 47.30222°N 10.17778°E

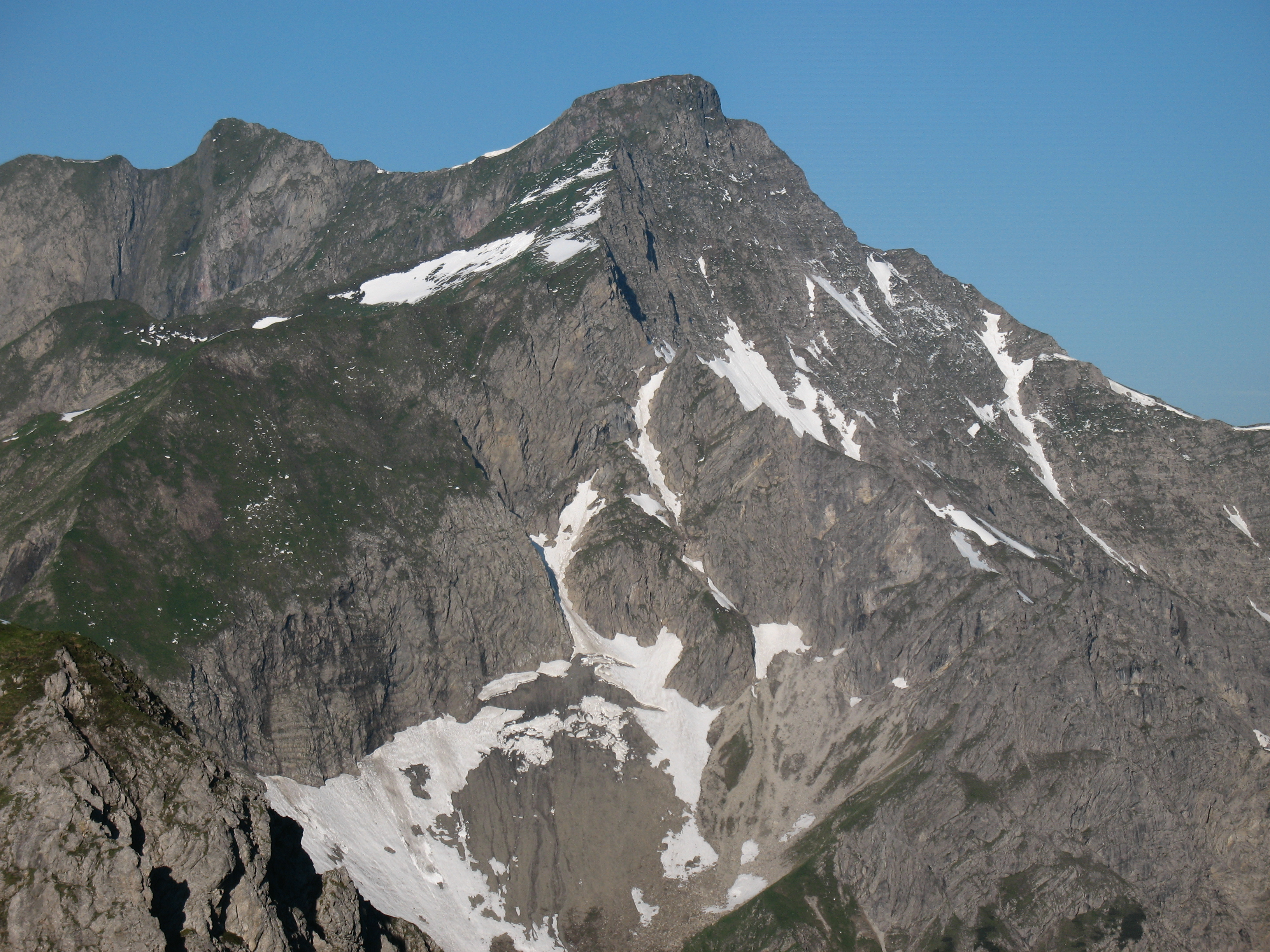

埃爾弗山（德語：Elferkopf），是奧地利的山峰，位於該國西部，由福拉爾貝格州負責管轄，屬於阿爾高阿爾卑斯山脈的一部分，距離大維德施泰因山3.5公里，海拔高度2,387米，每年平均降雨量1,730毫米。